# Senegüé
Senegüé – miejscowość w Hiszpanii, w Aragonii, w prowincji Huesca, w comarce Alto Gállego, w gminie Sabiñánigo, 56 km od miasta Huesca.
Według danych INE z 1999 roku miejscowość zamieszkiwało 81 osób. Wysokość bezwzględna miejscowości jest równa 820 metrów.